# Keuru järnvägsstation
Keuru järnvägsstation är en järnvägsstation i Keuru stad i Finland, längs Haapamäki–Jyväskylä-banan. Alla regionaltåg mellan Seinäjoki och Jyväskylä och stannar vid stationen. Stationen är också ändstationen för regionaltågen från Tammerfors.
Stationen öppnades år 1897, och stationsbyggnaden ritades av Bruno Granholm.